# Рара перуанська
Рара перуанська (Phytotoma raimondii) — вид горобцеподібних птахів родини котингових (Cotingidae).

## Назва
Вид названо на честь італо-перуанського натураліста Антоніо Раймонді (1826-1890).

## Розповсюдження
Ендемік Перу. Поширений уздовж північного узбережжя країни. Населяє посушливі та напівпосушливі території із змінним рослинним покривом, де переважно переважають ріжкові дерева (рід Prosopis) і, меншою мірою акація (рід Acacia). Наявність чагарникового ярусу із заростями з видів Capparis та/або Maytenus разом із Cucurbita також видається істотною. Можливо, інші рослини також необхідні.

## Опис
Птах завдовжки до 18,5 см. У нього відносно короткий і потужний дзьоб, з дещо закругленим кінчиком і злегка зазубреними краями. Потужний гребінь щетиниться під час небезпеки. Самець попелясто-сірий на спині, темніший на крилах і хвості, які також мають різні білі відмітини. Блідо-попелясто-сірий низ, на череві переходить у червонуватий відтінок. На дзьобі також є червонувата пляма. Самиця має значно тьмяніше забарвлення.